# Seigneurie D'Autray
La seigneurie D'Autray (aussi nommée Autray, Dautré, Dautray et D'Autraye) est consédée le 1er décembre 1637 à Jean Bourdon de Saint-François par la Compagnie de la Nouvelle-France.

## Historique
Cette seigneurie est concédée à Jean Bourdon, par la Compagnie de la Nouvelle-France, le 1er décembre 1637. Le 6 avril 1647, le seigneur Jean Bourdon reçoit une autre concession qui étend le territoire de la seigneurie vers l'est.
À partir de 1717, Jean-Baptiste Neveu, déjà propriétaire de la Seigneurie D'Autray acquiert peu à peu des terrains de la seigneurie voisine, celle de La Noraye. Elle lui appartient en totalité à partir de 1721.
Jean-Baptiste Neveu reçoit également une augmentation de terrain jusqu'à la rivière L'Assomption, le 4 juillet 1739, par le gouverneur Beauharnois et l'intendant Gilles Hocquart,.

## Liste des propriétaires

### Famille Bourdon
- 1er décembre 1637- 20 décembre 1653 : Jean Bourdon de Saint-François[4]
- 20 décembre 1653-1688 : Jacques Bourdon d'Autray (fils de Jean Bourdon de Saint-François)[5]
- 1688-1689 : Jean-François Bourdon de Dombourg (frère de feu Jacques Bourdon d'Autray)[6]
- 1689- 28 novembre 1710 : Jeanne Jannier (veuve de feu Jean-François Bourdon de Dombourg) ainsi que François Bourdon et Pierre Bourdon (fils de feu Jean-François Bourdon de Dombourg)

### Famille Neveu
- 28 novembre 1710- 24 juin 1754 : Jean-Baptiste Neveu[3]
- 24 juin 1754-1773 : Françoise-Élisabeth Legras (veuve de feu Jean-Baptiste Neveu. Décède en 1771) ainsi que Jean-François Neveu (fils de feu Jean-Baptiste Neveu) et autre héritier
- 1773-1790 : Joseph-Ambroise Neveu (fils de feu Jean-François Neveu) et autres héritiers

### Famille Cuthbert
- 1773-1798 : James Cuthbert[7] Acquisition graduelle de la seigneurie. Propriétaire à part entière à partir de 1790.

- 1798-1854 : Ross Cuthbert[8] (fils de feu James Cuthbert) 1854 marque l'abolition du régime seigneurial[1].